# Дълбока вода (филм, 1981)
„Дълбока вода“ (на френски: Eaux profondes) е френска психологическа драма от 1981 година на режисьора Мишел Девил. Главните роли се изпълняват от Жан-Луи Трентинян и Изабел Юпер.

## Сюжет
Действието се развива на красивия остров Джърси. Предприемачът Вик (Жан-Луи Трентинян), съпругата му Мелани (Изабел Юпер) и десетгодишната им дъщеря Марион изглеждат като щастливо семейство, но скоро това чувство се разсейва. Вик, роден французин, се държи доста мистериозно и странно: той гледа многобройните романи на съпругата си и дори почти и ги позволява. Това не го спира да намеква за омразните обожатели за убийството на едно от тях, което се е случило в миналото - не е ли самият Вик извършител за отмъщение? Зрителите на филма също са свидетели на две убийства: Вик удавя единия от партньорите на съпругата си в басейн, убива другия с мотика с коварен удар отзад и изхвърля тялото му в морето. Съпругата иска да се разведе с Вик, но дали ще има развод? Тя знае ли всичките му ужасни тайни?

## В ролите
| Изпълнител        | Роля            |
| ----------------- | --------------- |
| Жан-Луи Трентинян | Вик Ален        |
| Изабел Юпер       | Мелани          |
| Сандрин Кляжич    | Марион          |
| Ерик Фрей         | Денис Милър     |
| Кристиан Бенедети | Карло Канели    |
| Брус Майърс       | Камерън         |
| Бертран Бонвойзин | Робер Карпентие |
| Жан-Люк Моро      | Жьоел           |